# لاک‌پشت بنددار جنگلی
لاک‌پشت بنددار جنگلی (نام علمی: Kinixys erosa) نام یک گونه از سرده لاک‌پشت‌های بنددار است.